# إيو بلين (مقاطعة ماراثون)
إيو بلين، مقاطعة ماراثون (بالإنجليزية: Eau Pleine, Marathon County, Wisconsin)‏ هي بلدة تقع بولاية ويسكونسن في الولايات المتحدة. تبلغ مساحتها 86.1 (كم²)، وترتفع عن سطح البحر 398 م، بلغ عدد سكانها 773 نسمة في عام 2010 حسب إحصاء مكتب تعداد الولايات المتحدة .

## وصلات خارجية
- The US50 - Cities and Towns in Wisconsin State
- Wisconsin Cities and Towns, Facts, Map, Flag, Colleges, Government, and More